# De Hellemolen
De Hellemolen is een voormalige korenmolen aan de Rijksweg 76 in Reek (gemeente Maashorst), Noord-Brabant. Deze witgeschilderde stenen beltmolen uit 1832 verving een uitgebrande standerdmolen. In de jaren 50 van de 20e eeuw was de molen onderdeel geworden van een café; naderhand werd er een restaurant in gevestigd. Met uitzondering van het bovenwiel is het gaande werk uit de molen verwijderd.
In juli 2014 werd begonnen met de noodzakelijke restauratie van de toen niet meer draaivaardige molen. In december 2015 werd de gerestaureerde kap weer op de molen geplaatst en in juni 2016 volgden de roeden. De molen is nu weer draaivaardig.